# Список мечетей Шуши
Список мечетей Шуши содержит сведения о мечетях, расположенных и некогда располагавшихся в городе Шуше в Азербайджане. Первой мечетью города была камышовая мечеть с двумя дверьми, построенная в период правления первого правителя Карабахского ханства Панах Али-хана. В конце 60-х гг. XVIII века на этом месте была построена Соборная мечеть, известная ныне как Верхняя мечеть Гевхар-аги. К началу XX века в Шуше было расположено 17 мечетей. Все они были расположены в азербайджанской части города, по одной на каждом из 17 кварталов. В 2001 году 15 мечетей Шуши распоряжением Кабинета министров Азербайджанской Республики № 132 были включены в список охраняемых государством объектов. Среди них Верхняя мечеть Гевхар-аги, Нижняя мечеть Гевхар-аги, мечеть комплекса Мехмандаровых и мечеть Саатлы были объявлены «архитектурными памятниками национального значения», а ещё 11 мечетей — «архитектурными памятниками местного значения».
| Номер в списке | Название                          | Годы постройки      | Краткая информация | Изображение |
| -------------- | --------------------------------- | ------------------- | --- | ----------- |
| 1              | Верхняя мечеть Гевхар-аги         | 1768—1769 гг.       | Мечеть была изначально построена по распоряжению второго Карабахского хана Ибрагим Халил-хана и стоит на основе исторического ядра города. В 1883—1885 годах по распоряжению дочери Ибрагим хана Гевхар-аги азербайджанским архитектором Кербалаи Сефиханом Карабаги мечеть была достроена. Имеет два минарета. В советские годы мечеть вошла в список охраняемых государством исторических памятников и стала использоваться в качестве краеведческого музея. После перехода в 1992 году Шуши под контроль армянских сил мечеть прекратила своё функционирование и до конца 2010-х гг. находилась в полуразрушенном состоянии. B 2017 году иранскими специалистами были проведены реставрационные работы. После возвращения города под контроль Азербайджана началось восстановление мечети фондом Гейдара Алиева. Входит в список охраняемых государством памятников истории и культуры Азербайджана. |             |
| 2              | Нижняя мечеть Гевхар-аги          | 1874—1875 гг.       | Мечеть была построена по велению Гевхар-аги. Строительство мечети, согласно надписи-тексту вакфнаме Гевхар-аги, должно было завершиться к 1865—1866 годам. На мечети встречается имя мастера Кербалаи Сефихана — архитектора Карабахского. Имеет два минарета. В период нахождения города под контролем армянских сил после Первой карабахской войны мечеть пребывала в полуразрушенном состоянии. После возвращения города под контроль Азербайджана началось восстановление мечети фондом Гейдара Алиева. Входит в список охраняемых государством памятников истории и культуры Азербайджана. |             |
| 3              | Мечеть Саатлы                     | 1883 год            | Мечеть расположена в квартале (махалля) Саатлы. Она была построена азербайджанским архитектором Кербалаи Сефи Ханом Карабахским на месте старой мечети и медресе, в котором преподавал азербайджанский поэт и визирь Карабахского ханства Молла Панах Вагиф. Имеет один минарет. В период нахождения города под контролем армянских сил после Первой карабахской войны мечеть пребывала в полуразрушенном состоянии. После возвращения города под контроль Азербайджана началось восстановление мечети фондом Гейдара Алиева. Входит в список охраняемых государством памятников истории и культуры Азербайджана. |             |
| 4              | Мечеть Гаджи Юсифли               | XVIII век           | Мечеть расположена на улице Касума Исмаилова в квартале (махалля) Гаджи Юсифли. Относится к типу шушинских квартальных мечетей с единым объёмом и плоским деревянным потолком. Входит в список охраняемых государством памятников истории и культуры Азербайджана. |             |
| 5              | Мечеть Гуюлуг                     | XVIII век           | Мечеть расположена в квартале (махалля) Гуюлуг на бывшей улице Шаумяна. Относится к типу шушинских квартальных мечетей с эйваном с широкими арками разнообразных очертаний, составляющим органическое целое с молитвенным залом. Входит в список охраняемых государством памятников истории и культуры Азербайджана. |             |
| 6              | Мечеть Джульфалар                 | XVIII век           | Мечеть расположена на улице Узеира Гаджибекова в квартале (махалля) Джульфалар. Относится к типу шушинских квартальных мечетей с плоским фасадом и асимметричным входом. Входит в список охраняемых государством памятников истории и культуры Азербайджана. |             |
| 7              | Мечеть Мамай                      | XVIII век           | Мечеть расположена на улице Г. Аскерова в квартале (махалля) Мамай. Относится к типу шушинских квартальных мечетей с плоским фасадом и асимметричным входом. В годы советской власти мечеть была превращена в Дом поэзии. Входит в список охраняемых государством памятников истории и культуры Азербайджана. |             |
| 8              | Мечеть Чёль гала                  | XVIII век           | Мечеть расположена на бывшей улице Куйбышева в квартале (махалля) Чёль гала. Относится к типу шушинских квартальных мечетей с плоским фасадом и асимметричным входом. В период нахождения города под контролем армянских сил после Карабахской войны мечеть пребывала в разрушенном состоянии. Входит в список охраняемых государством памятников истории и культуры Азербайджана. |             |
| 9              | Мечеть Чухур мехелле              | XVIII век           | Мечеть расположена на бывшей улице Амиряна в квартале (махалля) Чухур мехелле. В период нахождения города под контролем армянских сил после Карабахской войны мечеть пребывала в разрушенном состоянии. Входит в список охраняемых государством памятников истории и культуры Азербайджана. |             |
| 10             | Мечеть Ходжа Марджанлы            | XVIII век           | Мечеть расположена на улице Сабира в квартале (махалля) Ходжа Марджанлы. В период нахождения города под контролем армянских сил после Карабахской войны мечеть пребывала в разрушенном состоянии. Входит в список охраняемых государством памятников истории и культуры Азербайджана. |             |
| 11             | Мечеть Мардинли                   | XVIII век           | Мечеть расположена в квартале (махалля) Мардинли. В период нахождения города под контролем армянских сил после Карабахской войны мечеть пребывала в разрушенном состоянии. Входит в список охраняемых государством памятников истории и культуры Азербайджана. |             |
| 12             | Мечеть Сеидли                     | XVIII век           | Мечеть расположена в квартале (махалля) Сеидли на бывшей улице Тельмана. Входит в список охраняемых государством памятников истории и культуры Азербайджана. |             |
| 13             | Мечеть Таза мехелле               | XVIII век           | Мечеть расположена в квартале (махалля) Таза мехелле на улице Самед-бека Мехмандарова. Мечеть входит в жилой комплекс дома Мехмандаровых и выполняла функцию семейной мечети владельцев имения. Входит в список охраняемых государством памятников истории и культуры Азербайджана. |             |
| 14             | Мечеть Кочарли                    | XIX век             | Мечеть расположена в квартале (махалля) Кочарли на бывшей Советской улице. Относится к дворцовому комплексу Бахмана Мирзы. Входит в список охраняемых государством памятников истории и культуры Азербайджана. |             |
| 15             | Мечеть Гаджи Аббаса               | XVIII век           | Мечеть относится к комплексу Гаджи Аббаса, состоящего из мечети и караван-сарая. Входит в список охраняемых государством памятников истории и культуры Азербайджана. |             |
| 16             | Мечеть Хамам габагы               |                     | Мечеть была расположена в квартале Хамам габагы. |             |
| 17             | Мечеть двухэтажного караван-сарая | 1880-е гг.          | Мечеть располагась на втором этаже караван-сарая Мешади Шукюра Мирсияб оглы. |             |
| 18             | Камышовая мечеть                  | середина XVIII века | Мечеть была построена в период правления Панах Али-хана и была первой мечетью Панахабада (первое название Шуши). Позднее на месте этой мечети была построена Верхняя мечеть Гевхар-аги. |             |